# Coupe du monde de saut d'obstacles 1985-1986
Navigation
Édition précédente Édition suivante
La coupe du monde de saut d'obstacles 1985-1986 est la 8e édition de la coupe du monde de saut d'obstacles organisée par la FEI. La finale se déroule à Göteborg (Suède), en avril 1986.

## Classement après la finale
| Pos. | Cavalier       | Nationalité | Cheval  |
| ---- | -------------- | ----------- | ------- |
| 1    | Leslie Burr    | États-Unis  | Mclain  |
| 2    | Ian Millar     | Canada      | Big Ben |
| 3    | Conrad Homfeld | États-Unis  | Maybe   |